# Память об Иване Сеченове
В честь выдающегося русского физиолога Ивана Михайловича Сеченова (1829—1905) названы многие объекты на территории бывшего Советского Союза, в основном медицинские учреждения и улицы. Большая волна переименований пришлась на середину 1950-х годов, когда отмечалось 50-летие смерти учёного.
По инициативе академика И. П. Павлова (который не был учеником И. М. Сеченова, но считал себя его последователем, был учеником его друга С. П. Боткина и часто с ним встречался у Боткина и по делам съездов естествоиспытателей и врачей) при возглавляемом Павловым Обществе русских врачей проводились, начиная с 1907 года, ежегодные торжественные заседания, посвящённые памяти Сеченова. Выступая на заседании, посвящённом столетию Сеченова 29 декабря 1929 года (в год смерти его вдовы), академик Павлов подчеркнул:
Без Иванов Михайловичей с их чувством собственного достоинства и долга всякое государство обречено на гибель изнутри, несмотря ни на какие Днепрострои и Волховстрои. Потому что государство должно состоять не из машин, не из пчёл и муравьёв, а из представителей высшего вида животного царства, Homo sapiens.

## Медали и премии
С 1944 года в СССР вручалась мемориальная медаль имени И. М. Сеченова. С 1992 года Российская академия наук присуждает Золотую медаль имени И. М. Сеченова российским учёным за крупные теоретические работы в области физиологии.
В 1956 году Академией наук СССР была учреждена премия имени И. М. Сеченова, присуждаемая учёным за выдающиеся труды в области физиологии. В разные годы её лауреатами были физиолог В. Н. Черниговский, Герой Социалистического Труда, лауреат Государственной премии СССР Е. М. Крепс, Герой Социалистического Труда, лауреат Государственных премий СССР и Украины П. Г. Костюк, Заслуженный деятель науки РФ профессор А. Б. Коган и другие.

## Учреждения имени Сеченова

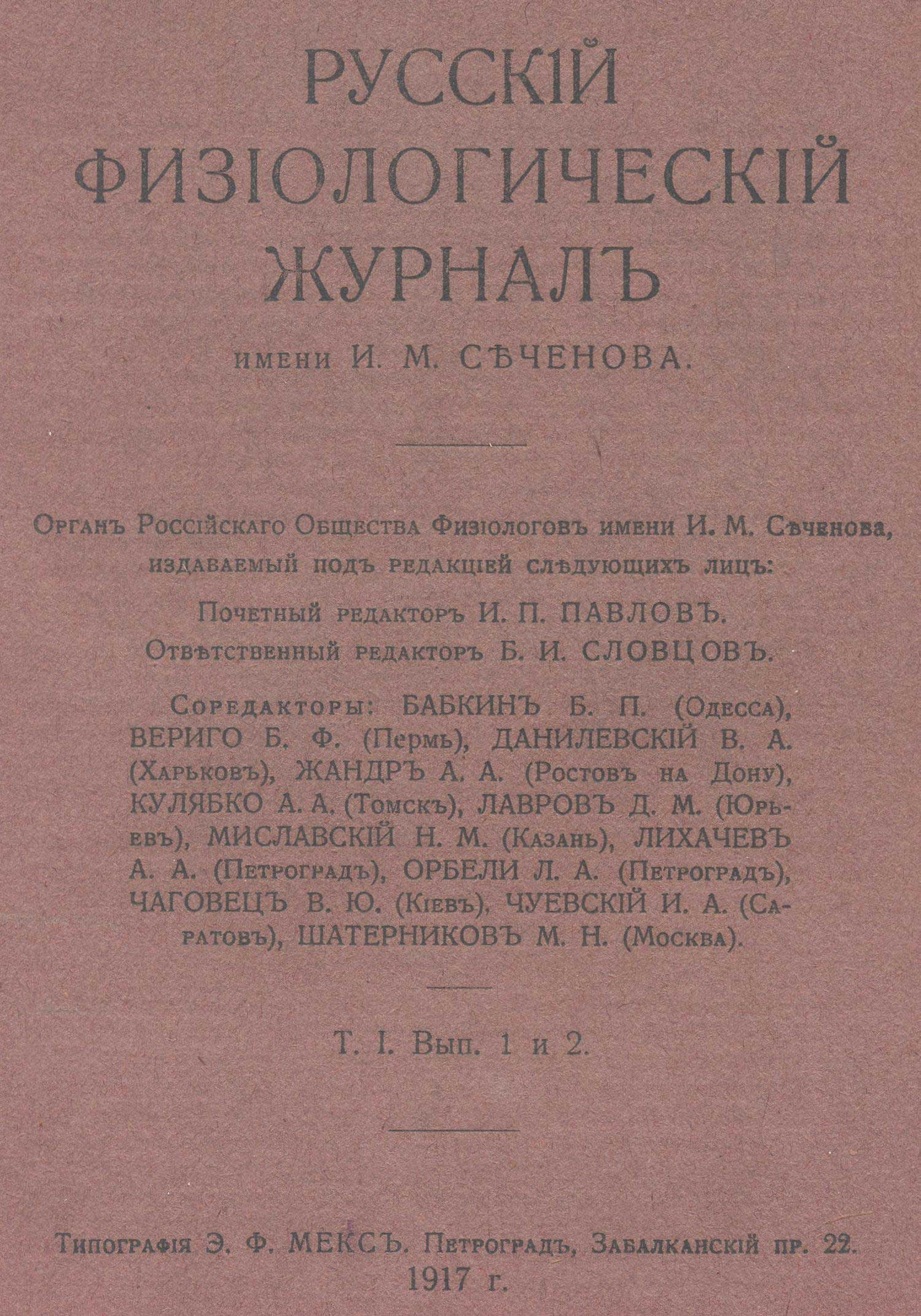
Русский физиологический журнал имени И. М. Сеченова. Титульный лист № 1-2 за 1917 год

- Санкт-Петербургское общество физиологов, биохимиков, фармакологов им. И. М. Сеченова
- Имя учёного присвоено в 1955 году его alma mater — бывшему медицинскому факультету Московского университета — 1-му Московскому медицинскому институту, который теперь называется Первым Московским государственным медицинским университетом им. И. М. Сеченова. Около Университета воздвигнут памятник-бюст.[2][3]
- Его именем назван Институт эволюционной физиологии и биохимии АН СССР (1956).
- В честь И. М. Сеченова назван Крымский республиканский научно-исследовательский институт физических методов лечения и медицинской климатологии имени И. М. Сеченова Министерства здравоохранения Автономной Республики Крым в Ялте. По инициативе А. Е. Щербака и Н. А. Семашко бывшему Романовскому НИИ физических методов лечения, возникшему в 1914 году в г. Севастополе, в 1921 году было присвоено имя великого русского физиолога И. М. Сеченова как символ того, что его идеи явились фундаментальной основой выяснения рефлекторного механизма влияния физиотерапевтических и климатических факторов на организм. И. М. Сеченов приезжал в Профессорский уголок и в село Лазурное.
- В Ялте есть пансионат имени Сеченова, а в городе Ессентуки — санаторий имени И. М. Сеченова.
- Российский физиологический журнал имени И. М. Сеченова

## Мемориальные доски и памятники

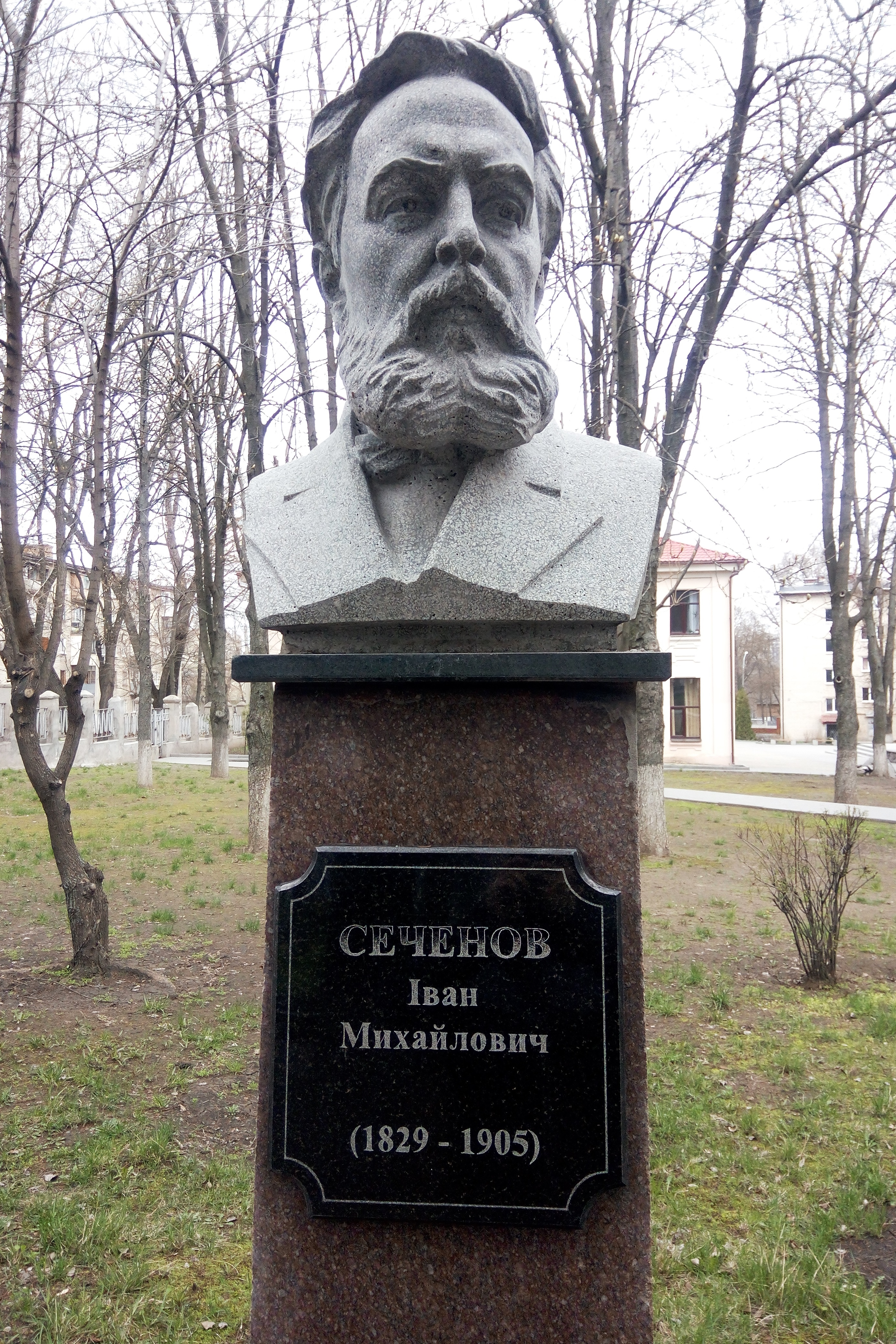
Бюст И. М. Сеченова на Аллее учёных медицинской академии в Днепре

Памятник И. М. Сеченову установлен 2 апреля 1958 года перед зданием 1-го Московского медицинского института (скульптор Л. Е. Кербель).

Бюст Сеченова в Ялте, 2012 год

- В здании Естественно-Исторического института Военно-медицинской академии, на стене аудитории кафедры медицинской биофизики установлена мемориальная доска, в память о прочтённой там впервые лекции И. М. Сеченова «Рефлексы головного мозга»
- Памятник И. М. Сеченову установлен на Аллее выдающихся учёных Днепропетровской медицинской академии в Днепропетровске.[5]
- Памятник-бюст И. М. Сеченову в саду Института экспериментальной медицины в Санкт-Петербурге, ул. Академика Павлова, 12 (1935 г.; ск. Безпалов И. Ф.)[6]
- В Санкт-Петербурге на станции метрополитена «Технологический институт-I» помещён барельеф с портретом И. М. Сеченова (1955 г.)
- В Москве, по ул. Моховой, дом 11, строение 4 установлена мемориальная доска с надписью: «В этом здании с 1893 по 1995 год работал великий физиолог Иван Михайлович Сеченов»[7]
- В Одессе на здании Одесского национального университета, где работал учёный, установлена мемориальная доска с надписью: В этом здании в 1871−1876 г.г. работал великий русский физиолог Иван Михайлович Сеченов.[8]

## В топографии
- Село Теплый Стан, где родился Сеченов, теперь носит его имя — Сеченово. В селе открыт краеведческий музей имени Сеченова, ему воздвигнут памятник.
- В 1955 году Полуэктов переулок в Москве, в котором жил учёный, переименован в Сеченовский.

### Улицы Сеченова
- Улица Сеченова в Алматы
- Улица Сеченова в Анжеро-Судженске
- Улица Сеченова в Апшеронске
- Переулок Сеченова в Арзамасе
- Улица Сеченова в Астане
- Улица Сеченова в Астрахани
- Улица Сеченова и 1, 2, 3 переулки Сеченова в городе Балей
- Улица Сеченова в Бердянске
- Улица Сеченова в Бирске
- Улица Сеченова в Бишкеке
- Улица Сеченова в городе Бор
- Переулок Сеченова в Борисоглебске
- Улица Сеченова и переулок Сеченова в Воронеже
- Улица Сеченова в Воткинске
- Проезд Сеченова в Георгиевске
- Улица Сеченова в Гремячинске
- Улица Сеченова в городе Грязи (Липецкая область)
- Улица Сеченова в Днепре
- Улица Сеченова в Донецке
- Улица Сеченова в городе Заволжье
- Улица Сеченова в Иркутске
- Улица Сеченова в Казани
- Улица Сеченова в Калининграде
- Улица Сеченова в Караганде
- Улица Сеченова в Кемерово
- Улица Сеченова в Киеве, где он служил в сапёрном батальоне.
- Проезд Сеченова в Кинешме
- Улица Сеченова в Комсомольске-на-Амуре
- Улица Сеченова в Краматорске
- Улица Сеченова в Красноярске
- Улица Сеченова в Кривом Роге
- Улица Сеченова в Кувандыке
- Улица Сеченова в Липецке
- Улица Сеченова в городе Лиски
- Переулок Сеченова в Луганске
- Улица Сеченова во Львове
- Улица Сеченова в Мариуполе
- Улица Сеченова в Минске
- Улица Сеченова в Нижнем Новгороде
- Улица Сеченова в Новокузнецке
- Улица Сеченова в Новосибирске
- Переулок Сеченова (бывший Рождественский) в Одессе
- Улица Сеченова в Парме
- Улица Сеченова в Перми
- Улица Сеченова в Ростове-на-Дону.
- Улица Сеченова в Рудном
- Улица Сеченова в Рыбинске
- Улица Сеченова в Севастополе
- Улица Сеченова в Семее
- Улица Сеченова в Сызрани
- Улица Сеченова в Ташкенте
- Улица Сеченова в Тюмени
- Улица Сеченова в Усолье-Сибирское
- Улица Сеченова в Уфе
- Улица Сеченова и переулок Сеченова в Хабаровске
- Улица Сеченова в Харцызске
- Улица Сеченова в Харькове
- Улица Сеченова в городе Чебоксары
- Улица Сеченова в Челябинске
- Улица Сеченова в Чёрном Яре
- Переулок Сеченова в Шадринске
- Улица Сеченова в Шумерле
- Улица Сеченова в Шымкенте
- Улица Сеченова в посёлке Южно-Коспашский Кизела.
- Улица Сеченова в Юрге
- Улица Сеченова в Ялте

## Астрономические объекты
- Кратер Сеченов на обратной стороне Луны.
- Астероид N5234, открытый 4 ноября 1989 г., в год 160-летия со дня рождения учёного, астроном Людмила Карачкина назвала (5234) Sechenov.

## Суда и самолёты
- Самолёт Airbus A321 «И. Сеченов» (регистрационный номер VQ-BEE) Аэрофлота[9]
- Теплоход Азовского морского пароходства (АМП) «Иван Сеченов» не вернулся из рейса в январе 1977 года.
- 16 августа 1979 года на николаевскрм судостроительном заводе «Океан» был спущен на воду первый серийный нефтерудовоз «Академик Сеченов» водоизмещением 130 тыс. тонн[10]. 31 декабря 1979 года судно приняло Новороссийское морское пароходство (списано в марте 1998 года).[11][12][13]

## В филателии

Почтовые марки
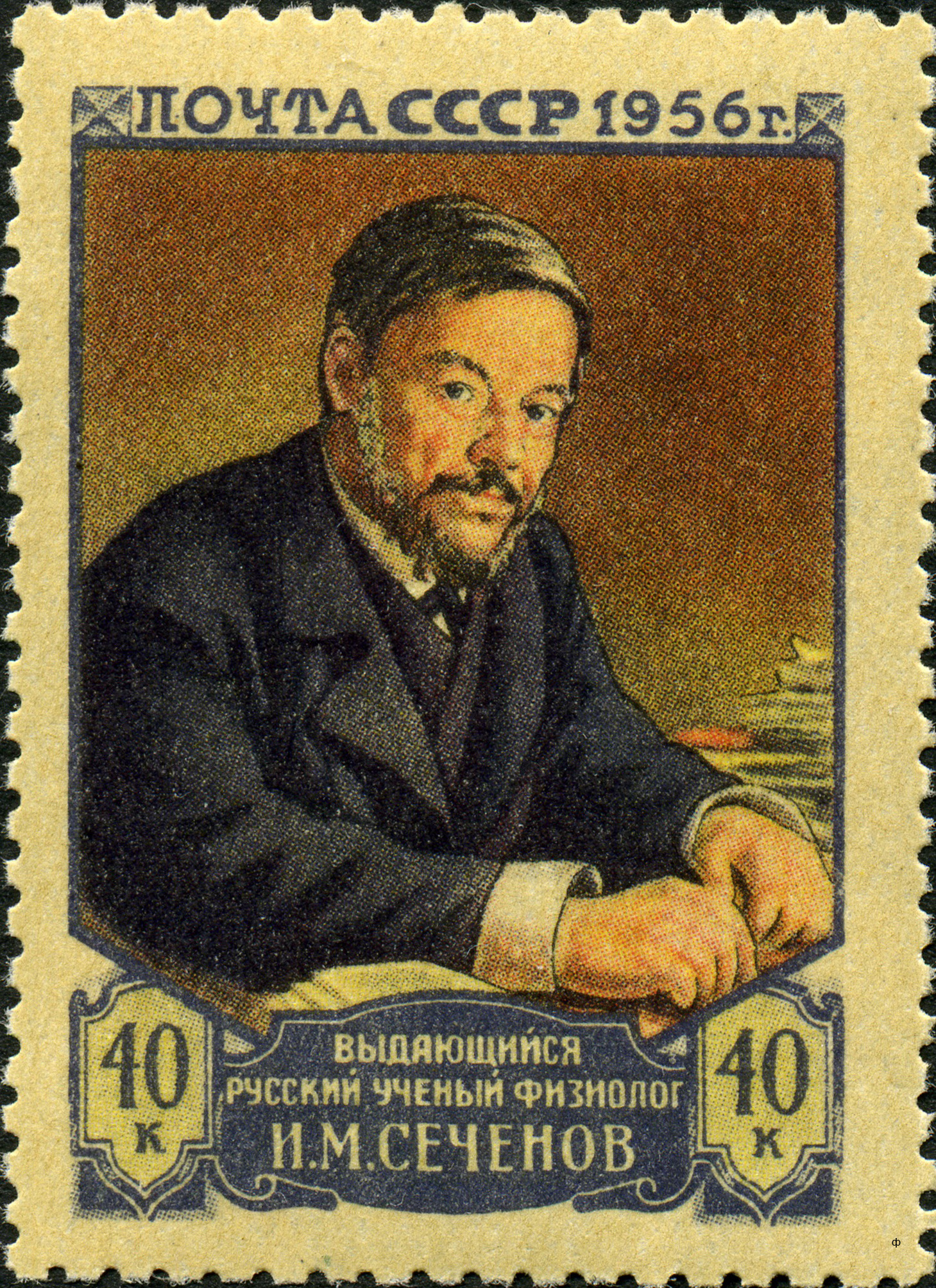
Почтовая марка СССР, 1956 год.
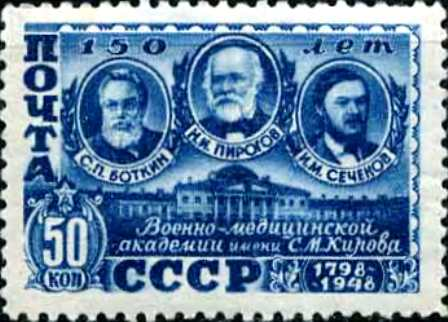
Почтовая марка СССР, 1949 год: врач-терапевт С.П. Боткин (1832-1889), хирург Н.И. Пирогов (1810-1881) и физиолог И.М. Сеченов (1829-1905).

## В видеоиграх
- Профессор Дмитрий Сергеевич Сеченов, представленный как отсылка на реальную личность, является антагонистом в компьютерной игре Atomic Heart. Помимо этого, как и реальный прообраз, игровой персонаж занимается исследованиями в области нейронаук.